# Hammada
Hammada es un género de plantas fanerógamas pertenecientes a la familia Amaranthaceae. Comprende 17 especies descritas y de estas, solo 4 aceptadas.

## Taxonomía
El género fue descrito por Modest Mikhailovic Iljin y publicado en Botaničeskij Žhurnal (Moscow & Leningrad) 33: 582. 1948. La especie tipo es: Hammada leptoclada Iljin	

## Especies aceptadas
A continuación se brinda un listado de las especies del género Hammada aceptadas hasta octubre de 2012, ordenadas alfabéticamente. Para cada una se indica el nombre binomial seguido del autor, abreviado según las convenciones y usos.
- Hammada elegans Botsch.
- Hammada leptoclada Iljin
- Hammada scoparia (Pomel) Iljin
- Hammada wakhanica (Paulsen) Iljin